# يكة مدرعة
يوكا مدرعة (الاسم العلمي:Yucca armata) هو نوع غير مؤكد من النباتات يتبع جنس اليوكا من الفصيلة الهليونية.